# Coleodactylus amazonicus
Coleodactylus amazonicus är en ödleart som beskrevs av  Andersson 1918. Coleodactylus amazonicus ingår i släktet Coleodactylus och familjen geckoödlor. Inga underarter finns listade i Catalogue of Life.